# Ingrid Kretz
Ingrid Kretz, geb. Weitzel (* 3. November 1959 in Ewersbach) ist eine deutsche Autorin historischer Romane, von Kinderbüchern und Sachbüchern sowie eines Musical-Librettos.

## Werdegang
Ingrid Kretz wuchs in Eschenburg-Wissenbach auf. Sie absolvierte eine Ausbildung zur Arzthelferin. Mit ihrem Mann lebt sie in Dillenburg und hat vier Kinder. In ihrem ersten Buch Du bist so mutig, Salome verarbeitete sie die Krebserkrankung ihrer Tochter.
Ihrem im 16. Jahrhundert spielenden Roman Der Geschmack des Wassers – Der Hexenprozess von Dillenburg liegt die wahre Geschichte zweier Schwestern zugrunde, die direkte Vorfahren von Kretz waren.
In ihrem Sachbuch Home Sweet Home – Überlebenstipps für die ersten eigenen vier Wände gibt sie Hinweise für die erste Zeit der Selbständigkeit in einer eigenen Wohnung und den damit verbundenen Alltagsfragen.
Die beiden als Reihe angelegten Kinderbücher handeln von den Abenteuern von vier Schulkindern.
Ingrid Kretz ist Mitglied in DELIA – Vereinigung deutscher Liebesromanautoren.
Neben ihrer schriftstellerischen Tätigkeit malt sie inzwischen auch Bilder. Als Künstlerin von Acrylgemälden präsentierte sie im Dezember 2021 erstmalig ihre meist großformatigen Werke der Öffentlichkeit. Ihre Acrylgemälde sind sowohl von abstrakten als auch gegenständlichen Darstellungen geprägt.

## Publikationen

### Romane
- Der Geschmack des Wassers – Der Hexenprozess von Dillenburg. SCM Hänssler, Holzgerlingen 2011, ISBN 978-3-7751-5269-3.
- Die Rose von Florenz. SCM Hänssler, Holzgerlingen 2014, ISBN 978-3-417-11164-4.
- Die Erben von Snowshill Manor. Brunnen-Verlag, Gießen 2016, ISBN 978-3-7655-0960-5.
- Mond über Sudeley Castle. Brunnen-Verlag, Gießen 2019, ISBN 978-3-7655-0605-5.
- Die zweite Braut von Cold Ashton Manor. Brunnen-Verlag, Gießen 2021, ISBN 978-3-7655-3761-5.
- Die Feuermagd von Dillenburg, Brunnen-Verlag, Gießen 2023, ISBN 978-3-7655-3654-0.9.[5]

### Kinderbücher
- Die Chipsy-Bande und das verschwundene Firlefanz. Francke Verlag, Marburg 2010, ISBN 978-3-86827-169-0.
- Die Chipsy-Bande und die unsichtbaren Buchstaben. Francke Verlag, Marburg 2011, ISBN 978-3-86827-252-9.

### Sachbücher
- Du bist so mutig, Salome. Brockhaus-Verlag, Witten 1999, ISBN 978-3-417-11164-4.
- Home Sweet Home – Überlebenstipps für die ersten eigenen vier Wände. Gerth Medien, Asslar 2008, ISBN 978-3-86591-303-6.

### Anthologien
- Kinder in Hülle und Fülle. In: Beschenkt. Gerth Medien, Asslar 2009, ISBN 978-3-86591-424-8.
- Das Familiy-Kochbuch. Brockhaus-Verlag, Wuppertal 2011, ISBN 978-3-417-24707-7.
- Die Wege des Herrn. Create Space Independent Publishing Platform 2013, ISBN 978-1-4823-7232-8.
- Ich schenk dir Hoffnungsgeschichten. Brunnen-Verlag, Gießen 2021, ISBN 978-3-7655-4368-5.
- Dennoch voll Vertrauen: Kleine Ermutigungen, die das Leben schrieb. Neukirchener Verlagsgesellschaft, Neukirchen-Vluyn 2024, ISBN 978-3-7615-6986-3.
- Weihnachten mit dir durchs Fenster geschaut. Butzon & Bercker, Kevelaer 2024, ISBN 978-3-7666-3703-1.

### Musicals
- Catharina Dörrien – Ein Leben zwischen Liebe und Krieg. Idee, Szenen und Liedtexte, 2018.[6] Anlässlich des 300. Geburtstages von Catharina Helena Dörrien vertont von Armin Müller-Arnold und Ulrich Kögel. Regie Ernst Engelbert, Welturaufführung 2018.[7]

### Liedtexte
- Dillenburg ist schön, die Oranienstadt blüht, 2021[8] Liedtext des Songs zur Landesgartenschau-2027-Bewerbung der Oranienstadt Dillenburg. Komponist Armin Müller-Arnold

### Theaterstücke
- Hundert trifft Heute – 100 Jahre VHS, 2019, Theaterstück zum Festakt der Langen Nacht der Volkshochschulen, Dillenburg[1]

## Ausstellungen
- 2021: Hotel Bartmannshaus, Dillenburg – erste eigene Ausstellung
- 2023: Freie ev. Gemeinde, Dillenburg – Ausstellung VATERUNSER 12-teiliger Zyklus und mehr[9]
- 2024: Hotel Bartmannshaus, Dillenburg – Ausstellung FARBEN UND KONTRASTE